# Kumite

Kumité (en japonés: 組手) significa literalmente "entrelazar las manos" o "combate" en japonés y, junto con el kata y el kihon, constituye un elemento fundamental dentro de la práctica del kárate.

## Explicación
El kumité es un combate en el cual algunas de las técnicas practicadas en el kihon o en el kata son aplicadas en un enfrentamiento con un oponente real. 
La corrección y la minuciosidad en la ejecución de las técnicas y la táctica son esenciales en el kumité, poniéndose en juego la habilidad tanto física como mental de los competidores. Esta tarea no es fácil, especialmente para los principiantes, y solamente después de algún tiempo los practicantes pueden adquirir la capacidad de concentración y el dominio de su cuerpo necesarios para ejecutar cada técnica con la eficacia y la  fuerza apropiadas.

## Tipos de kumite
El kumite recibe distintos nombres según el enfoque de su práctica:
- Kihon kumite: consiste en la aplicación de ataques sobre un compañero y defensas ante ataques de este. Los ataques y defensas a realizar están fijados de antemano y se hace hincapié en el aspecto técnico del ejercicio. Dependiendo del número de técnicas recibe diferentes nombres, siendo habituales el ippon kumite (una defensa y contraataque) y el sanbon kumite (tres defensas y contraataque).
- Shiai kumite: consiste en un combate reglado en el que interviene un árbitro y varios jueces. Los ataques que según unos criterios establecidos hubieran sido efectivos en un enfrentamiento real son puntuados. No obstante, herir o golpear en ciertas zonas al oponente conlleva, no sólo la anulación de la técnica, sino también una penalización. La puntuación al final del encuentro determina un ganador.
- Jyu kumite: consiste en la aplicación libre de las técnicas de ataque y defensa sin haber establecido previamente cuáles serán estas técnicas. Puede ser estilo "deportivo", practicando libremente las aplicaciones de técnicas para el kumite deportivo, o también se llama Jyu Kumite a la práctica -en algunas escuelas de karate- del combate de tendencia realista, pero sin daño, de las técnicas de karate en una situación de defensa personal ante una agresión sin reglas.

En la mayoría de estilos de karate tradicionales como Shorin Ryu, Shotokan, Shito Ryu,  Wado Ryu, Goju Ryu, etc. el kumite se realiza dentro de categorías por pesos y al punto, con un reglamento de superficies (con lo que se golpea) y zonas de contacto (donde se golpea) permitidas. En el Karate estilo Kyokushinkai el kumité es libre y con contacto pleno, a excepción del golpe con el puño al rostro. En los combates de Kyokushin, la victoria se puede lograr por puntos (Medio punto o Wazari si se derriba al oponente y este se levanta en menos de 3 segundos, Ippon, si el oponente es derribado más de 3 segundos) o por pérdida de consciencia del adversario (KO, o Knock Out). En caso de que no haya habido KO, los jueces declararan como ganador al luchador que consideren haya superado al otro (TKO, o Technical Knock Out).

## Esquema de competiciones según la WKF (Federación Mundial de Karate / World Karate Federation) o de karate deportivo al punto

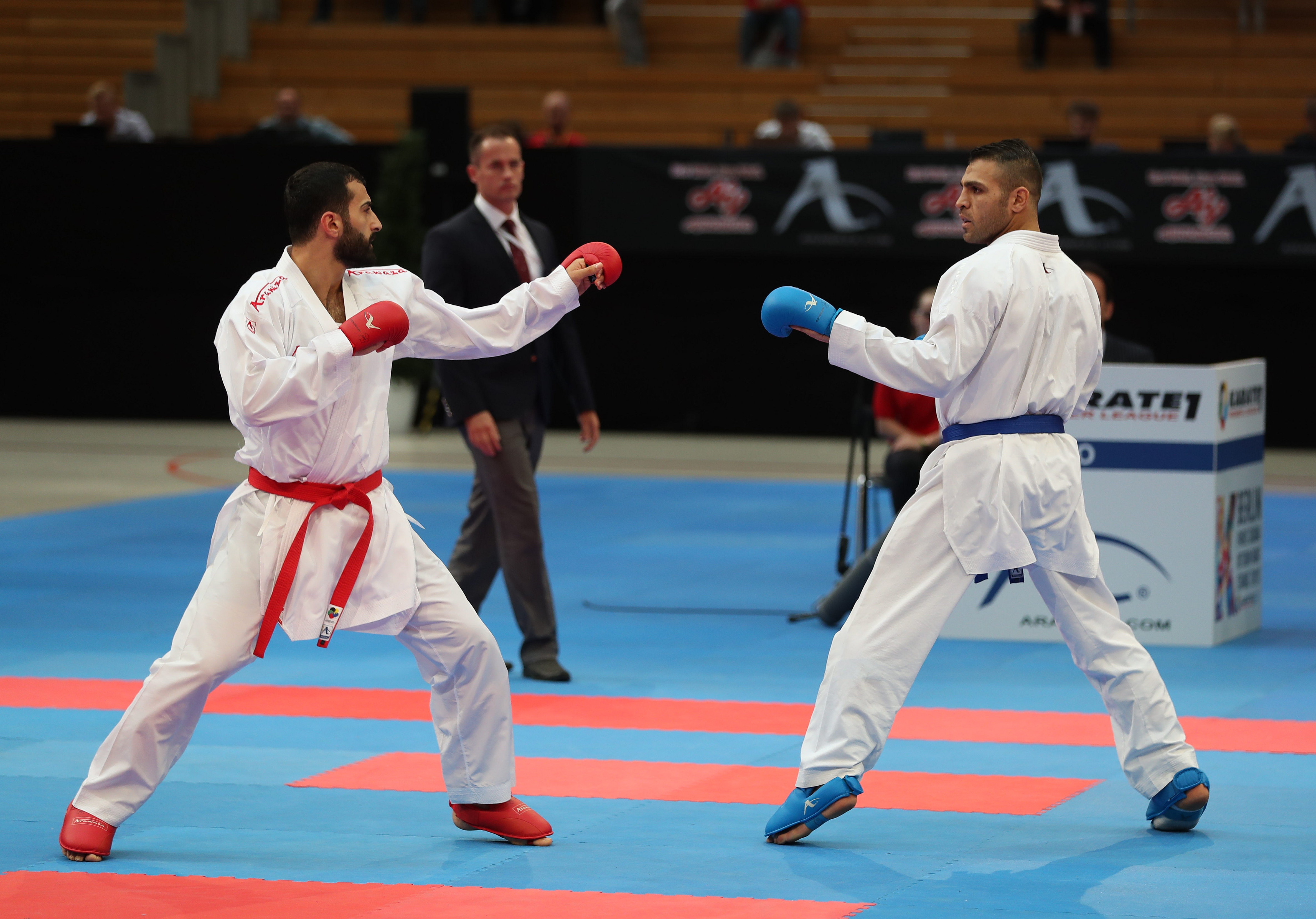

En el esquema de competición tipo WKF, el kumité se realiza por puntos, dando mayor importancia a las patadas que a los puños. El combate tiene lugar en una zona delimitada que no debe ser traspasada por ningún competidor, ya que, si un participante pisa fuera de ésta, se considera jogai (una falta de categoría 2).
Los puntos solían distribuirse generalmente de la siguiente forma hasta el 2004:
- 1 pto (wazari): tsuki / puño a chudan / zona media.
- 2 ptos (ippon): Tsuki / puño a yodan o zona alta.

Los puntos solían distribuirse generalmente de la siguiente forma desde el año 2022:
- 1 pto (Yuko): Golpes de puño a zona media chudan o, a zona alta yodan.
- 2 ptos (Wasari): Patada a chudan, o un tsuki  / puño en la espalda.
- 3 ptos (Ippon): Patada yodan (cabeza), o cuando se ejecutaba un barrido más un tsuki /puño mientras el oponente está en el suelo.

Pero tras la reforma de la WKF de la temporada 2008/2009, se consideran de la siguiente manera:
- 1 pto (Yuko): Golpes de puño chudan o yodan.
- 2 ptos (Wasari): Patadas a la altura chudan.
- 3 ptos (Ippon): Patadas a la altura yodan, o golpear al rival cuando se encuentra en el suelo, teniendo un máximo de 2 segundos para hacerlo.

Actualmente, en la última reforma del reglamento de la World Karate Federation, se estipula:
- 1 pto(Yuko): Chudan o Jodan Tsuki y Jodan o chudan Uchi.
- 2 ptos (Waza-ari): Patadas a Chudan.
- 3 ptos (Ippon): Patada a yodan o cualquier técnica puntuable que se realice sobre un oponente caído.

En los combates deportivos se obtiene una ventaja deportiva determinada Seinsho, la cual se obtiene realizando el primer punto. En las competiciones deportivas están prohibidos los golpes por debajo de la cintura así como la utilización de los codos y rodillas, o cualquier otra técnica de mano abierta que los jueces consideren peligrosa, o antideportiva. El uso de una técnica prohibida conlleva una advertencia y después (o incluso directamente) amonestaciones. Conforme se reincide en éstas, el oponente es quien recibe los puntos. Tres amonestaciones de categoría 1 implica la eliminación por hansoku.

## Otros esquemas de puntuación
Las técnicas aceptadas para una competencia, deberán estar limitadas a solo algunas zonas para ser válidos: 
1. Cabeza
2. Cara
3. Cuello
4. Abdomen
5. Pecho
6. Zona trasera
7. Zona lateral (los costados)

Además en la última versión del reglamento de competencias de La WKF, se indica, que para que una técnica sea puntuable deberá tener TODOS los definidos dentro del mismo documento como:
- Buena forma
- Actitud deportiva
- Aplicación Vigorosa
- Zanshin
- Buen Timing
- Distancia Correcta